# Тутышкин, Иван Петрович
Иван Петрович Тутышкин (1876—1939) — российский и латвийский педагог и психолог.

## Биография
Родился 21 июля (2 августа) 1876 года в Калуге. Отец — Пётр Андреевич Тутышкин, коллежский секретарь. Мать — Александра Павловна. Старший брат — Пётр (1868—1937), один из пионеров русского психоанализа. Сестры — Мария и Екатерина.
Родители рано умерли и он, как и брат, воспитывался в сиротском доме. Учился в Калужской гимназии, но вынужден был её оставить, получив лишь ценз народного учителя. Продолжал заниматься самостоятельно и смог получить аттестат об окончании гимназии: сначала работал учителем в школе во Владикавказе (1898—1900), затем в Лебединском уезде Харьковской губернии (1900—1903); в 1903 году получил в Костромском среднем механико-техническом училище свидетельство, которое позволило ему поступить в Харьковский университет, а затем учиться на историко-филологическом факультете Московского университета. Во время русско-японской войны, с 1 мая по 15 сентября 1905 года находился на театре военных действий в Харбине, где заведовал складом.
Окончил университет в 1910 году с дипломом 1-й степени; был членом психологической семинарии Г. И. Челпанова, преобразованной позже в Институт, который он окончил после трёхлетнего пребывания в нём.
В 1910—1913 годах преподавал в гимназии в Анапе. В канун Первой мировой войны Тутышкин оказался в Либаве, где получил место преподавателя, а затем заведующего Биржевым коммерческим училищем. Однако, в связи с приближением фронта, через 2 года ему пришлось уехать в Москву, где он стал работать в торговой школе им. братьев Солодовниковых. В 1918 году он был избран секретарём и лектором в Педагогический институт при народном университете имени А. Л. Шанявского. Во время гражданской войны он работал лектором в Самарском и Екатеринодарском институтах народного образования. В 1921 году вернулся в Латвию.
В 1921—1922 годах И. П. Тутышкин был учителем в еврейской частной средней школе Я. Ландау, еврейской школе по развитию научных и художественных знаний, Рижской городской русской средней школе, гимназии Э. Залеман. В 1922—1926 годах преподавал в Лиепайской русской основной школе.
В 1926—1929 годах — директор Рижского государственного русского педагогического института; с 1 апреля 1929 по 1 января 1930 года — директор Резекненского государственного русского педагогического института.
С 1930 по 1939 год И. П. Тутышкин был директором государственной русской гимназии в Резекне. В 1935 году он выдержал проверку на знание латышского языка на летних курсах в Латгальском народном университете и цензовой комиссией был признан полноправным учителем средней школы с высшим образованием и правом преподавания философии и русского языка.
Умер в Резекне 4 октября 1939 года.